# Rezerwat przyrody Dolina Potoku Rudno
Rezerwat przyrody Dolina Potoku Rudno – rezerwat przyrody w województwie małopolskim, w powiatach krakowskim i chrzanowskim, pomiędzy miejscowościami Zalas, Sanka w gminie Krzeszowice oraz Rybna w gminie Czernichów na wschodzie a miejscowościami Brodła i Poręba Żegoty w gminie Alwernia na zachodzie.
Jest to rezerwat częściowy, leśny o powierzchni 95,94 ha, posiada otulinę o powierzchni 100,88 ha. Utworzony został w 2001 r. Znajduje się w Dolinie Rudna na Wyżynie Krakowsko-Częstochowskiej. Jest fragmentem większego kompleksu leśnego, zwanego Lasem Orlej i wraz z nim wchodzi w skład Rudniańskiego Parku Krajobrazowego. Teren rezerwatu w najwyższym punkcie ma wysokość 318 m n.p.m.
Rezerwat obejmuje fragment dobrze zachowanego łęgu olszowego i olsu oraz znajdujące się po zachodniej stronie stanowiska geologiczne dawnego kamieniołomu porfirów „Orlej”. Osobliwością są stanowiska skrzypu olbrzymiego. Przez teren rezerwatu przepływa potok Rudno. Miejscami wyciął on w stokach stromy jar o urwistych ścianach skalnych.

## Szlak rowerowy
– z Krzeszowic przez Miękinię, Dolinę Kamienic, Wolę Filipowską, Puszczę Dulowską, Las Orlej, rezerwat przyrody Dolina Potoku Rudno, Sankę, Dolinę Sanki i Niedźwiedzią Górę do Krzeszowic.

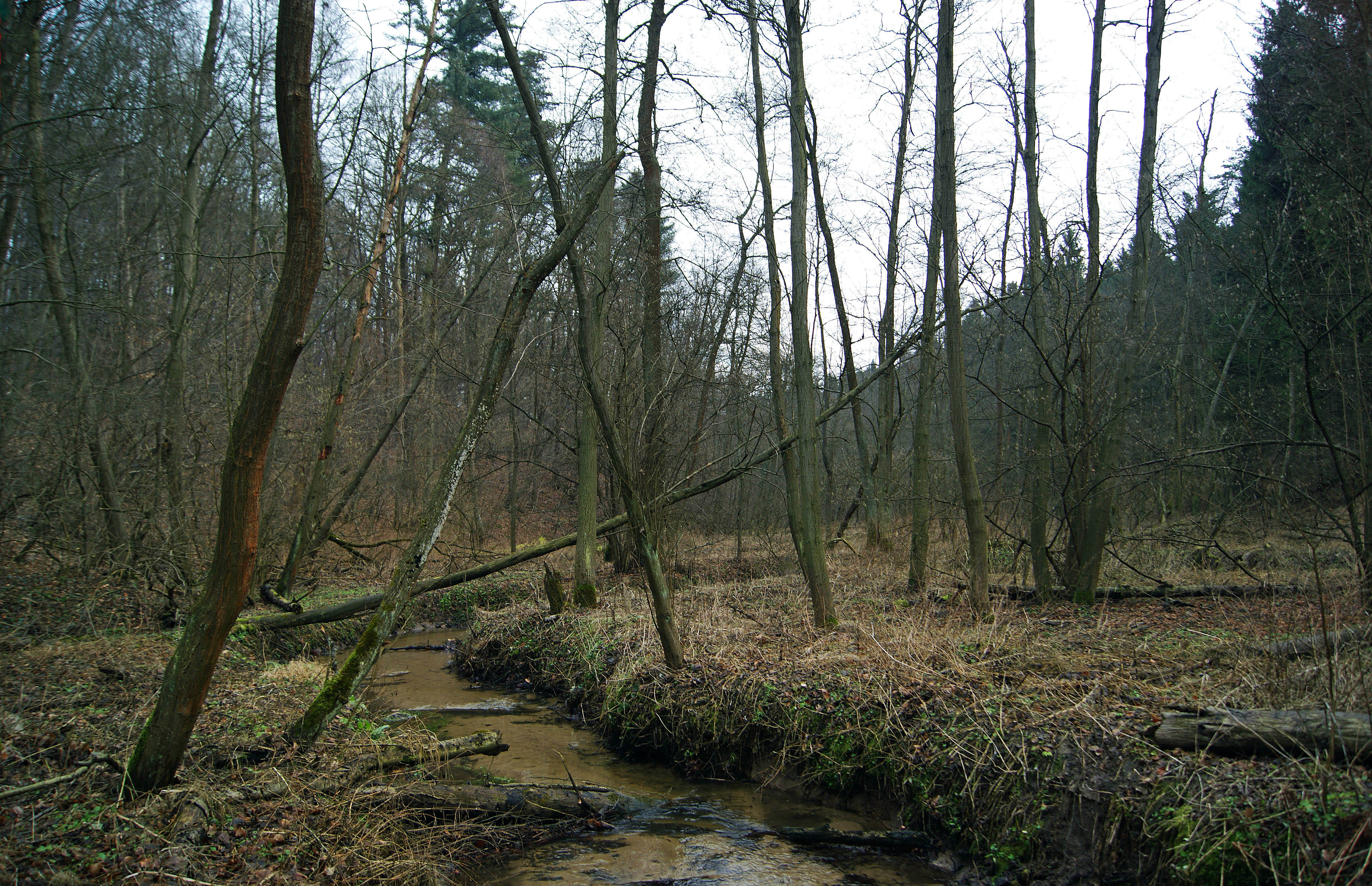
Część zachodnia – potok Rudno, łęg olszowy, ols i stanowiska skrzypu olbrzymiego.
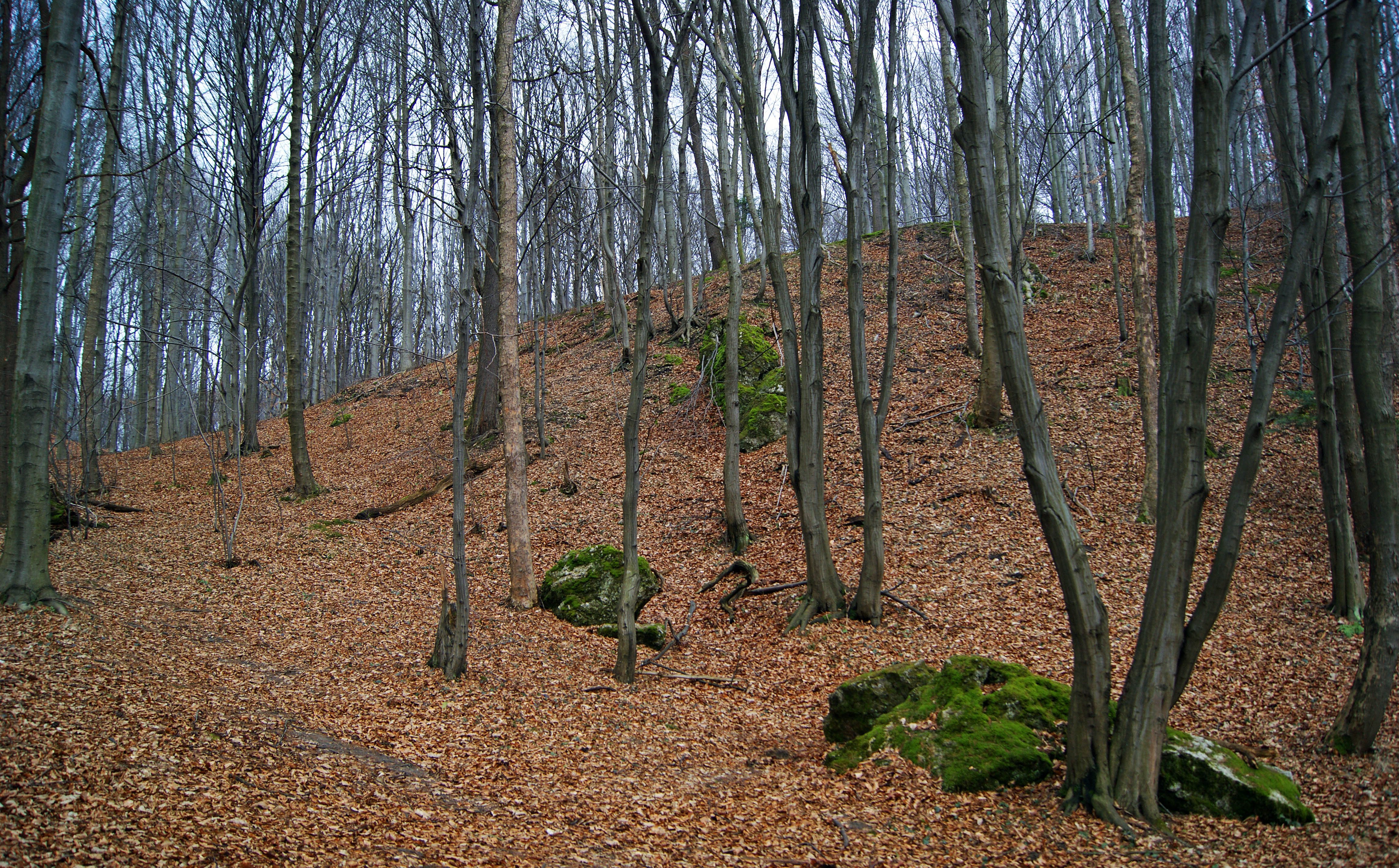
Skałki w części wschodniej
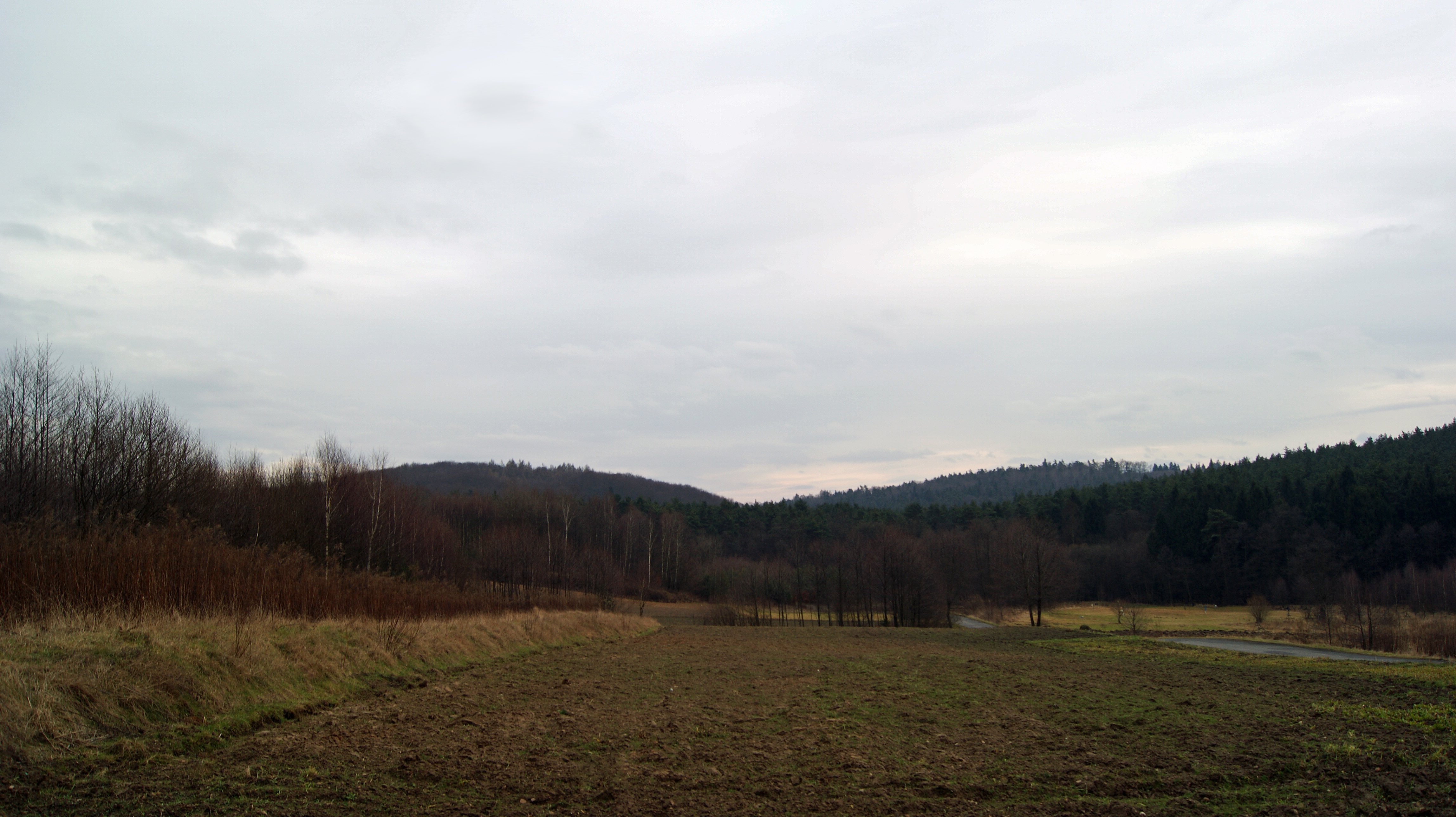
Rezerwat widziany z północy, Las Orley.
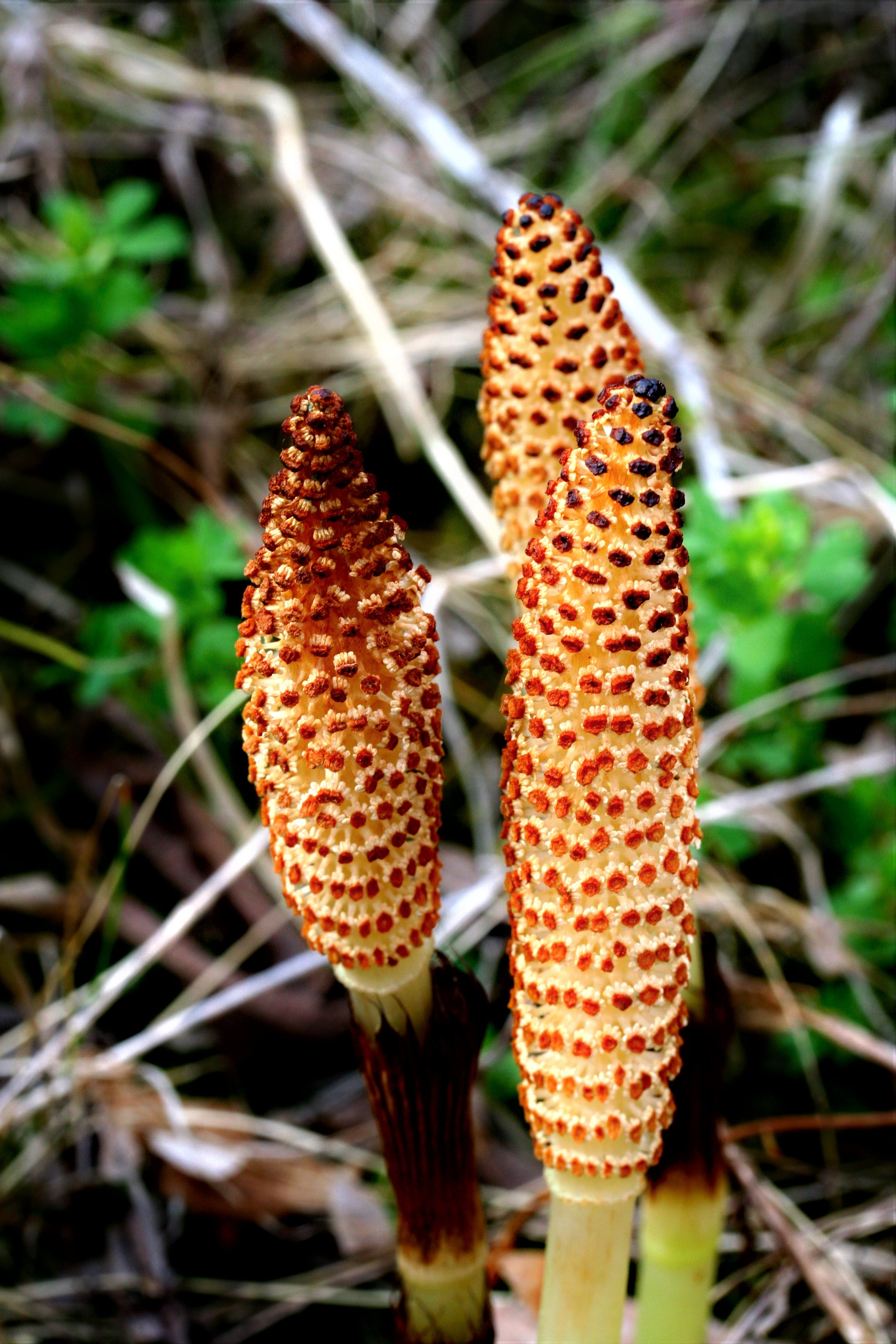
Skrzyp olbrzymi